# Kardialgie
Kardialgie („Herzschmerz“, „Herzstechen“) nennt man vom Herzen ausgehende Schmerzen in der Brust. Der Schmerz ist meistens dumpf, drückend, krampfartig oder bohrend und ist verbunden mit einem charakteristischen Beengungs- und Vernichtungsgefühl, oft auch mit typischen Ausstrahlungen, eventuell in Form von Parästhesien. Ursache der Schmerzen kann zum Beispiel eine Angina Pectoris sein.
Des Weiteren kann Kardialgie auch für einen Krampf der Muskulatur am Mageneingang (Kardia) stehen.